# Segunda División Peruana 2016
El Campeonato Descentralizado ADFP-SD 2016, conocida como Segunda División del Perú 2016 y por razones de patrocinio como Copa Best Cable 2016, fue la edición número 64 de la Segunda División del Perú, la undécima desde que se descentraliza en 2006, la undécima bajo la denominación de Campeonato Descentralizado ADFP-SD y la tercera bajo el patrocinio de Best Cable.
En esta versión 2016, se sumaron Cienciano y Sport Loreto, ambos descendidos del Campeonato Descentralizado 2015, además de Academia Cantolao que fue subcampeón de la Copa Perú 2015. León de Huánuco, tercer descendido del Descentralizado, ha quedado deportivamente inactivo pues tiene una demanda en el Tribunal de Arbitraje Deportivo, ante lo cual también se sumarán Alfredo Salinas, Unión Tarapoto, Sport Áncash y Cultural Santa Rosa por haber obtenido méritos deportivos en la Copa Perú 2015. 
Determinado por la resolución N.º 149 de la ADFP-SD, el primer descendido del certamen fue el equipo Unión Tarapoto por lo que perdió sus partidos desde la fecha 14° por 3 - 0 con sus rivales de turno.

## Sistema de competición
Modalidad
El Campeonato Descentralizado ADFP-SD 2016 se jugará en una sola Etapa que constará de dos ruedas con partidos de ida y vuelta, al término de lo cual se determinará al Club Campeón, que ascenderá a la Primera División, así como a los dos Clubes que descenderán de Categoría.
El Campeonato se jugará en treinta fechas, con partidos todos contra todos en dos ruedas, en el campeonato un Club tiene derecho a jugar en condición de local una vez contra cada uno de los demás Clubes participantes.
Proclamación del campeón
El Club que obtenga el mayor puntaje acumulado en el Campeonato Descentralizado ADFP-SD 2016 obtendrá el título de Campeón. Si dos clubes empataran en puntos en el primer puesto al término de la segunda rueda, la Junta Directiva de la ADFP-SD programará en el término de siete días calendario como máximo, un partido definitorio en el escenario que a su criterio garantice la mejor realización del mismo. Si al término del partido se encontraran empatados, se jugará dos tiempos suplementarios de quince minutos cada uno; y de persistir el empate se lanzarán penales bajo el Sistema FIFA, hasta definir a un equipo ganador. El ganador será declarado Campeón y el perdedor ocupará el segundo lugar como Subcampeón. Los gastos y beneficios de este partido serán asumidos en partes iguales.
Definición del descenso
Los Clubes que ocupen el penúltimo y último lugar en el puntaje acumulado al finalizar el
Campeonato Descentralizado ADFP-SD 2016 descenderán de Categoría, debiendo incorporarse en la Etapa Departamental de la Copa Perú 2017.

## Ascensos y descensos
| Posición | al Descentralizado 2016 |
| -------- | ----------------------- |
| 1º       | Comerciantes Unidos     |

| Posición | del Descentralizado 2015 |
| -------- | ------------------------ |
| 15º      | Cienciano                |
| 16º      | Sport Loreto             |

| Posición | de la Copa Perú 2015 |
| -------- | -------------------- |
| 2º       | Academia Cantolao    |
| 3º       | Alfredo Salinas      |
| 7º       | Unión Tarapoto       |
| 8º       | Sport Áncash         |
| 10º      | Cultural Santa Rosa  |

| Posición | a la Copa Perú 2016 |
| -------- | ------------------- |
| 11°      | Atlético Minero     |
| 12°      | San Simón           |

## Equipos participantes
| Club                | Entrenador         | Ciudad      | Estadio                  | Capacidad | Marca   | Patrocinador   |
| ------------------- | ------------------ | ----------- | ------------------------ | --------- | ------- | -------------- |
| Academia Cantolao   | Carlos Silvestri   | Callao      | Municipal de Barranca    | 5 000     | Verco   | Maltin Power   |
| Alfredo Salinas     | José Soto          | Yauri       | Municipal de Espinar     | 12 000    | NewLife | Vistony        |
| Alianza Huánuco     | Mifflin Bermúdez   | Huánuco     | Heraclio Tapia           | 25 000    | Loma's  | UDH            |
| Atlético Torino     | Fidel Suárez       | Talara      | Campeonísimo             | 8 000     | Real    | Petroperú      |
| Carlos A. Mannucci  | Teddy Cardama      | Trujillo    | Mansiche                 | 27 000    | Walon   | UPAO / Tuplast |
| Cienciano           | Óscar Ibáñez       | Cusco       | Garcilaso de la Vega     | 42 000    | Walon   | Caja Cusco     |
| Cultural Santa Rosa | Carlos Cortijo     | Andahuaylas | Los Chankas              | 10 000    | Convert | -              |
| Deportivo Coopsol   | Sergio Ibarra      | Chancay     | Rómulo Shaw Cisneros     | 3 000     | Walon   | Campo Mayor    |
| Los Caimanes        | Marcial Salazar    | Puerto Eten | Municipal de la Juventud | 2 000     | NewLife | GRZ y AAC      |
| Sport Áncash        | Orlando Maltese    | Huaraz      | Rosas Pampa              | 20 000    | Loma's  | -              |
| Sport Boys          | Rainer Torres (i)  | Callao      | Miguel Grau              | 17 000    | Real    | New Athletic   |
| Sport Loreto        | Cristian Ferlauto  | Pucallpa    | Aliardo Soria            | 25 000    | Real    | Maple Gas      |
| Sport Victoria      | Juan Vidales       | Ica         | José Picasso Peratta     | 10 000    | Loma's  | IVC            |
| Unión Huaral        | Javier Arce        | Huaral      | Julio Lores Colán        | 6 000     | Real    | Best Cable     |
| Unión Tarapoto      | David Escudero (i) | Tarapoto    | Carlos Vidaurre García   | 7 000     | NewLife | Unigas         |
| Willy Serrato       | Carlos Galván      | Pimentel    | Carlos A. Olivares       | 12 000    | Convert | TV Cable Norte |

(i): Técnico interino.

### Equipos por departamento
| Departamento | N.º | Club                               |
| ------------ | --- | ---------------------------------- |
| Callao       | 2   | - Sport Boys - Academia Cantolao   |
| Cusco        | 2   | - Cienciano - Alfredo Salinas      |
| Lambayeque   | 2   | - Los Caimanes - Willy Serrato     |
| Lima         | 2   | - Deportivo Coopsol - Unión Huaral |
| Áncash       | 1   | - Sport Áncash                     |
| Apurímac     | 1   | - Cultural Santa Rosa              |
| Huánuco      | 1   | - Alianza Universidad              |
| Ica          | 1   | - Sport Victoria                   |
| La Libertad  | 1   | - Carlos A. Mannucci               |
| Piura        | 1   | - Atlético Torino                  |
| San Martín   | 1   | - Unión Tarapoto                   |
| Ucayali      | 1   | - Sport Loreto                     |

| Alianza Universidad Sport Áncash Atlético Torino Carlos A. Mannucci Sport Victoria Cultural Santa Rosa Sport Loreto Coopsol Unión Huaral Sport Boys Academia Cantolao Los Caimanes Cienciano Alfredo Salinas Unión Tarapoto Willy Serrato |

## Tabla de posiciones
|  | Pos. | Equipos                 |                       | PJ | PG | PE | PP | GF | GC | Dif. | Pts. |
|  | ---- | ----------------------- | --------------------- | -- | -- | -- | -- | -- | -- | ---- | ---- |
|  | 1º   | Academia Cantolao       | Ascendió de posición  | 30 | 15 | 8  | 7  | 45 | 31 | +14  | 53   |
|  | 2º   | Sport Áncash            | Ascendió de posición  | 30 | 16 | 5  | 9  | 53 | 44 | +9   | 53   |
|  | 3º   | Cienciano               | Ascendió de posición  | 30 | 15 | 7  | 8  | 48 | 26 | +22  | 52   |
|  | 4º   | Carlos A. Mannucci      | Descendió de posición | 30 | 13 | 11 | 6  | 47 | 31 | +16  | 50   |
|  | 5º   | Deportivo Coopsol       | Descendió de posición | 30 | 14 | 8  | 8  | 39 | 26 | +13  | 50   |
|  | 6º   | Cultural Santa Rosa     | Ascendió de posición  | 30 | 13 | 7  | 10 | 42 | 40 | +2   | 46   |
|  | 7º   | Alianza Universidad     | Descendió de posición | 30 | 12 | 9  | 9  | 35 | 24 | +11  | 45   |
|  | 8º   | Alfredo Salinas         | Ascendió de posición  | 30 | 13 | 4  | 13 | 57 | 36 | +21  | 43   |
|  | 9º   | Los Caimanes            | Descendió de posición | 30 | 12 | 6  | 11 | 39 | 37 | +2   | 42   |
|  | 10º  | Sport Loreto            | Se mantuvo            | 30 | 9  | 9  | 12 | 39 | 41 | -2   | 36   |
|  | 11º  | Sport Victoria          | Se mantuvo            | 30 | 10 | 6  | 14 | 39 | 53 | -14  | 36   |
|  | 12º  | Unión Huaral            | Ascendió de posición  | 30 | 8  | 9  | 13 | 38 | 50 | -12  | 33   |
|  | 13º  | Willy Serrato (1)       | Descendió de posición | 30 | 9  | 9  | 12 | 36 | 53 | -17  | 32   |
|  | 14º  | Sport Boys (2)          | Se mantuvo            | 30 | 12 | 7  | 11 | 41 | 32 | +9   | 31   |
|  | 15º  | Atlético Torino (D) (3) | Se mantuvo            | 30 | 8  | 10 | 12 | 31 | 41 | -10  | 28   |
|  | 16º  | Unión Tarapoto (D) (4)  | Se mantuvo            | 30 | 3  | 1  | 25 | 8  | 72 | -64  | 10   |

- PJ = Partidos jugados; G = Partidos ganados; E = Partidos empatados; P = Partidos perdidos; GF = Goles a favor; GC = Goles en contra; Dif = Diferencia de goles; PTS = Puntos.

- Criterios de clasificación: 1) Puntos; 2) Diferencia de goles; 3) Goles a favor; 4) Resultado entre clubes involucrados; 5) Sorteo.

Fuente: ADFP-SD Archivado el 15 de junio de 2016 en Wayback Machine.

|  | Asciende a Primera División del Perú. |
|  | Desciende a Copa Perú.                |

| (C) Campeón    |
| (D) Descendido |

### Evolución de la clasificación
| Equipo / Jornada    | 01 | 02 | 03 | 04 | 05 | 06 | 07 | 08 | 09 | 10 | 11 | 12 | 13 | 14 | 15 | 16 | 17 | 18 | 19 | 20 | 21 | 22 | 23 | 24 | 25 | 26 | 27 | 28 | 29 | 30 |
| Equipo / Jornada    |    |    |    |    |    |    |    |    |    |    |    |    |    |    |    |    |    |    |    |    |    |    |    |    |    |    |    |    |    |    |
| ------------------- | -- | -- | -- | -- | -- | -- | -- | -- | -- | -- | -- | -- | -- | -- | -- | -- | -- | -- | -- | -- | -- | -- | -- | -- | -- | -- | -- | -- | -- | -- |
| Academia Cantolao   | 5  | 14 | 10 | 14 | 12 | 9  | 5  | 8  | 7  | 6  | 6  | 4  | 8  | 8  | 10 | 11 | 12 | 9  | 6  | 5  | 5  | 5  | 5  | 4  | 4  | 4  | 2  | 3  | 2  | 1  |
| Sport Áncash        | 14 | 6  | 8  | 5  | 9  | 5  | 8  | 11 | 10 | 10 | 9  | 10 | 9  | 10 | 8  | 10 | 9  | 6  | 10 | 8  | 8  | 8  | 7  | 8  | 7  | 7  | 6  | 4  | 3  | 2  |
| Cienciano           | 13 | 11 | 12 | 15 | 13 | 10 | 6  | 6  | 5  | 7  | 3  | 6  | 3  | 2  | 2  | 2  | 2  | 3  | 4  | 4  | 4  | 1  | 1  | 1  | 1  | 1  | 3  | 5  | 4  | 3  |
| Carlos A. Mannucci  | 8  | 5  | 4  | 6  | 6  | 8  | 4  | 3  | 1  | 2  | 1  | 1  | 1  | 1  | 1  | 1  | 1  | 1  | 1  | 2  | 1  | 2  | 2  | 2  | 2  | 2  | 1  | 1  | 1  | 4  |
| Dep. Coopsol        | 2  | 8  | 5  | 7  | 3  | 2  | 2  | 2  | 4  | 3  | 5  | 5  | 6  | 6  | 7  | 7  | 8  | 12 | 7  | 11 | 10 | 10 | 8  | 6  | 5  | 5  | 5  | 2  | 5  | 5  |
| Cult. Santa Rosa    | 9  | 12 | 14 | 11 | 15 | 13 | 9  | 12 | 8  | 8  | 8  | 8  | 5  | 9  | 4  | 3  | 5  | 4  | 5  | 6  | 6  | 7  | 9  | 10 | 10 | 8  | 8  | 7  | 7  | 6  |
| Alianza Universidad | 3  | 2  | 1  | 3  | 5  | 4  | 3  | 5  | 3  | 4  | 4  | 2  | 4  | 5  | 5  | 4  | 3  | 2  | 2  | 3  | 2  | 3  | 3  | 3  | 3  | 3  | 4  | 6  | 6  | 7  |
| Alfredo Salinas     | 6  | 9  | 13 | 9  | 8  | 12 | 13 | 15 | 15 | 11 | 12 | 11 | 11 | 12 | 12 | 9  | 11 | 7  | 11 | 9  | 9  | 9  | 10 | 9  | 9  | 10 | 10 | 9  | 9  | 8  |
| Los Caimanes        | 4  | 7  | 6  | 2  | 1  | 3  | 1  | 1  | 2  | 1  | 2  | 3  | 2  | 3  | 3  | 5  | 4  | 5  | 3  | 1  | 3  | 4  | 4  | 5  | 6  | 6  | 7  | 8  | 8  | 9  |
| Sport Loreto        | 10 | 3  | 7  | 8  | 10 | 7  | 11 | 7  | 9  | 9  | 7  | 7  | 10 | 7  | 9  | 12 | 6  | 10 | 8  | 7  | 7  | 6  | 6  | 7  | 8  | 9  | 9  | 10 | 10 | 10 |
| Sport Victoria      | 1  | 1  | 3  | 1  | 2  | 1  | 7  | 4  | 6  | 5  | 10 | 9  | 7  | 4  | 6  | 6  | 7  | 11 | 12 | 10 | 11 | 12 | 12 | 13 | 14 | 12 | 11 | 11 | 11 | 11 |
| Unión Huaral        | 11 | 4  | 2  | 4  | 4  | 6  | 10 | 10 | 12 | 13 | 14 | 14 | 15 | 11 | 11 | 8  | 10 | 8  | 9  | 12 | 12 | 11 | 11 | 11 | 11 | 11 | 12 | 13 | 13 | 12 |
| Willy Serrato       | 16 | 15 | 9  | 10 | 7  | 11 | 14 | 9  | 11 | 12 | 13 | 13 | 13 | 13 | 14 | 14 | 13 | 13 | 13 | 13 | 13 | 13 | 13 | 12 | 12 | 13 | 13 | 12 | 12 | 13 |
| Sport Boys          | 15 | 16 | 15 | 13 | 14 | 15 | 15 | 14 | 14 | 15 | 15 | 16 | 14 | 15 | 15 | 15 | 15 | 15 | 15 | 15 | 15 | 15 | 15 | 15 | 15 | 15 | 15 | 15 | 14 | 14 |
| Atlético Torino     | 7  | 10 | 11 | 12 | 11 | 14 | 12 | 13 | 13 | 14 | 11 | 12 | 12 | 14 | 13 | 13 | 14 | 14 | 14 | 14 | 14 | 14 | 14 | 14 | 13 | 14 | 14 | 14 | 15 | 15 |
| Unión Tarapoto      | 12 | 13 | 16 | 16 | 16 | 16 | 16 | 16 | 16 | 16 | 16 | 15 | 16 | 16 | 16 | 16 | 16 | 16 | 16 | 16 | 16 | 16 | 16 | 16 | 16 | 16 | 16 | 16 | 16 | 16 |

### Primera rueda
| Los Caimanes        | 1 - 0 | Sport Boys        | Municipal de la Juventud | 23 de abril | 13:00 |
| Alianza Universidad | 1 - 0 | Sport Áncash      | Heraclio Tapia           | 24 de abril | 15:00 |
| Cienciano           | 0 - 3 | Deportivo Coopsol | Garcilaso de la Vega     | 24 de abril | 15:00 |
| Academia Cantolao   | 0 - 0 | Cult. Santa Rosa  | Municipal de Barranca    | 24 de abril | 15:30 |
| Carlos A. Mannucci  | 0 - 0 | Atlético Torino   | Mansiche                 | 24 de abril | 15:30 |
| Sport Loreto        | 0 - 0 | Alfredo Salinas   | Aliardo Soria            | 24 de abril | 15:30 |
| Unión Huaral        | 3 - 0 | Unión Tarapoto    | Julio Lores Colán        | 24 de abril | 15:30 |
| Willy Serrato       | 0 - 3 | Sport Victoria    | Carlos A. Olivares       | 24 de abril | -     |

| Sport Boys        | 2 - 3 | Unión Huaral        | Miguel Grau            | 30 de abril | 15:00 |
| Deportivo Coopsol | 1 - 2 | Carlos A. Mannucci  | Rómulo Shaw Cisneros   | 30 de abril | 15:30 |
| Sport Áncash      | 3 - 1 | Academia Cantolao   | Rosas Pampa            | 30 de abril | 20:15 |
| Atlético Torino   | 1 - 1 | Cienciano           | Campeonísimo           | 1 de mayo   | 12:30 |
| Alfredo Salinas   | 1 - 1 | Willy Serrato       | Municipal de Espinar   | 1 de mayo   | 13:00 |
| Unión Tarapoto    | 1 - 3 | Sport Loreto        | Carlos Vidaurre García | 1 de mayo   | 15:00 |
| Sport Victoria    | 2 - 1 | Los Caimanes        | José Picasso Peratta   | 1 de mayo   | 15:30 |
| Cult. Santa Rosa  | 0 - 2 | Alianza Universidad | Los Chankas            | 1 de mayo   | 15:30 |

| Los Caimanes        | 3 - 0 | Alfredo Salinas  | Municipal de la Juventud | 7 de mayo | 13:00 |
| Academia Cantolao   | 1 - 1 | Sport Victoria   | Municipal de Barranca    | 7 de mayo | 15:30 |
| Carlos A. Mannucci  | 2 - 1 | Cult. Santa Rosa | Mansiche                 | 7 de mayo | 15:30 |
| Deportivo Coopsol   | 2 - 0 | Atlético Torino  | Rómulo Shaw Cisneros     | 7 de mayo | 15:30 |
| Alianza Universidad | 4 - 1 | Sport Boys       | Heraclio Tapia           | 8 de mayo | 15:00 |
| Cienciano           | 1 - 1 | Sport Áncash     | Garcilaso de la Vega     | 8 de mayo | 15:30 |
| Willy Serrato       | 1 - 0 | Unión Tarapoto   | Carlos A. Olivares       | 8 de mayo | 15:30 |
| Sport Loreto        | 3 - 3 | Unión Huaral     | Aliardo Soria            | 8 de mayo | 15:30 |

| Sport Boys       | 3 - 1 | Cienciano           | Miguel Grau            | 14 de mayo | 15:00 |
| Atlético Torino  | 1 - 1 | Sport Loreto        | Campeonísimo           | 15 de mayo | 12:30 |
| Sport Áncash     | 2 - 1 | Carlos A. Mannucci  | Rosas Pampa            | 15 de mayo | 12:30 |
| Alfredo Salinas  | 1 - 0 | Academia Cantolao   | Municipal de Espinar   | 15 de mayo | 15:00 |
| Unión Tarapoto   | 1 - 3 | Los Caimanes        | Carlos Vidaurre García | 15 de mayo | 15:00 |
| Cult. Santa Rosa | 1 - 0 | Deportivo Coopsol   | Los Chankas            | 15 de mayo | 15:30 |
| Sport Victoria   | 2 - 1 | Alianza Universidad | José Picasso Peratta   | 15 de mayo | 15:30 |
| Unión Huaral     | 0 - 0 | Willy Serrato       | Julio Lores Colán      | 15 de mayo | 15:30 |

| Los Caimanes        | 2 - 2 | Unión Huaral     | Municipal de la Juventud | 21 de mayo | 11:00 |
| Deportivo Coopsol   | 3 - 1 | Sport Áncash     | Rómulo Shaw Cisneros     | 21 de mayo | 15:30 |
| Atlético Torino     | 2 - 1 | Cult. Santa Rosa | Campeonísimo             | 22 de mayo | 12:30 |
| Alianza Universidad | 0 - 2 | Alfredo Salinas  | Heraclio Tapia           | 22 de mayo | 15:00 |
| Cienciano           | 3 - 0 | Sport Victoria   | Garcilaso de la Vega     | 22 de mayo | 15:00 |
| Carlos A. Mannucci  | 1 - 1 | Sport Boys       | Mansiche                 | 22 de mayo | 15:30 |
| Willy Serrato       | 3 - 1 | Sport Loreto     | Carlos A. Olivares       | 22 de mayo | 15:30 |
| Academia Cantolao   | 3 - 0 | Unión Tarapoto   | Manuel Tello Dávila      | 22 de mayo | -     |

| Fecha 6          | Fecha 6   | Fecha 6             | Fecha 6                | Fecha 6    | Fecha 6 |
| Local            | Resultado | Visitante           | Estadio                | Fecha      | Hora    |
| ---------------- | --------- | ------------------- | ---------------------- | ---------- | ------- |
| Cult. Santa Rosa | 2 - 1     | Willy Serrato       | Los Chankas            | 28 de mayo | 15:30   |
| Alfredo Salinas  | 1 - 2     | Cienciano           | Municipal de Espinar   | 29 de mayo | 15:00   |
| Sport Boys       | 0 - 0     | Deportivo Coopsol   | Miguel Grau            | 29 de mayo | 15:00   |
| Sport Áncash     | 1 - 0     | Atlético Torino     | Rosas Pampa            | 29 de mayo | 15:30   |
| Unión Tarapoto   | 0 - 0     | Alianza Universidad | Carlos Vidaurre García | 29 de mayo | 15:30   |
| Sport Victoria   | 1 - 1     | Carlos A. Mannucci  | José Picasso Peratta   | 29 de mayo | 15:30   |
| Unión Huaral     | 1 - 2     | Academia Cantolao   | Julio Lores Colán      | 29 de mayo | 15:30   |
| Sport Loreto     | 1 - 0     | Los Caimanes        | Aliardo Soria          | 29 de mayo | 15:30   |

| Los Caimanes        | 3 - 0 | Willy Serrato   | Municipal de la Juventud | 11 de junio | 11:00 |
| Deportivo Coopsol   | 1 - 0 | Sport Victoria  | Rómulo Shaw Cisneros     | 11 de junio | 15:30 |
| Atlético Torino     | 2 - 0 | Sport Boys      | Campeonísimo             | 12 de junio | 12:00 |
| Alianza Universidad | 2 - 0 | Unión Huaral    | Heraclio Tapia           | 12 de junio | 15:00 |
| Cienciano           | 2 - 0 | Unión Tarapoto  | Garcilaso de la Vega     | 12 de junio | 15:00 |
| Academia Cantolao   | 1 - 0 | Sport Loreto    | Manuel Tello Dávila      | 12 de junio | 15:30 |
| Carlos A. Mannucci  | 2 - 0 | Alfredo Salinas | Mansiche                 | 12 de junio | 15:30 |
| Cult. Santa Rosa    | 2 - 1 | Sport Áncash    | Los Chankas              | 12 de junio | 15:30 |

| Los Caimanes    | 2 - 0 | Sport Áncash        | Municipal de la Juventud | 18 de junio | 11:00 |
| Sport Boys      | 3 - 1 | Cult. Santa Rosa    | Miguel Grau              | 18 de junio | 15:00 |
| Unión Tarapoto  | 1 - 2 | Carlos A. Mannucci  | Carlos Vidaurre García   | 19 de junio | 13:00 |
| Willy Serrato   | 2 - 1 | Academia Cantolao   | Carlos A. Olivares       | 19 de junio | 15:00 |
| Alfredo Salinas | 0 - 1 | Deportivo Coopsol   | Municipal de Espinar     | 19 de junio | 15:00 |
| Sport Victoria  | 3 - 0 | Atlético Torino     | José Picasso Peratta     | 19 de junio | 15:30 |
| Sport Loreto    | 1 - 0 | Alianza Universidad | Aliardo Soria            | 19 de junio | 15:30 |
| Unión Huaral    | 0 - 0 | Cienciano           | Julio Lores Colán        | 19 de junio | 15:30 |

| Cienciano           | 2 - 1 | Sport Loreto    | Garcilaso de la Vega | 23 de junio | 13:00 |
| Deportivo Coopsol   | 0 - 1 | Unión Tarapoto  | Rómulo Shaw Cisneros | 25 de junio | 15:30 |
| Cult. Santa Rosa    | 2 - 0 | Sport Victoria  | Los Chankas          | 25 de junio | 15:30 |
| Atlético Torino     | 1 - 1 | Alfredo Salinas | Campeonísimo         | 26 de junio | 12:30 |
| Alianza Universidad | 3 - 0 | Willy Serrato   | Heraclio Tapia       | 26 de junio | 15:00 |
| Sport Áncash        | 3 - 3 | Sport Boys      | Rosas Pampa          | 26 de junio | 15:30 |
| Academia Cantolao   | 1 - 0 | Los Caimanes    | Manuel Tello Dávila  | 26 de junio | 15:30 |
| Carlos A. Mannucci  | 3 - 2 | Unión Huaral    | Mansiche             | 26 de junio | 15:30 |

| Los Caimanes      | 2 - 1 | Alianza Universidad | Municipal de la Juventud | 2 de julio | 11:00 |
| Alfredo Salinas   | 4 - 1 | Cult. Santa Rosa    | Municipal de Espinar     | 3 de julio | 15:00 |
| Unión Tarapoto    | 1 - 0 | Atlético Torino     | Carlos Vidaurre García   | 3 de julio | 15:30 |
| Willy Serrato     | 2 - 1 | Cienciano           | Carlos A. Olivares       | 3 de julio | 15:30 |
| Sport Victoria    | 2 - 2 | Sport Áncash        | José Picasso Peratta     | 3 de julio | 15:30 |
| Sport Loreto      | 2 - 2 | Carlos A. Mannucci  | Aliardo Soria            | 3 de julio | 15:30 |
| Unión Huaral      | 1 - 1 | Deportivo Coopsol   | Julio Lores Colán        | 3 de julio | 15:30 |
| Academia Cantolao | 1 - 1 | Sport Boys          | Manuel Tello Dávila      | 3 de julio | 15:30 |

| Deportivo Coopsol   | 1 - 2 | Sport Loreto      | Rómulo Shaw Cisneros | 9 de julio  | 15:30 |
| Atlético Torino     | 1 - 0 | Unión Huaral      | Campeonísimo         | 10 de julio | 12:30 |
| Cienciano           | 3 - 0 | Los Caimanes      | Garcilaso de la Vega | 10 de julio | 15:00 |
| Alianza Universidad | 1 - 1 | Academia Cantolao | Heraclio Tapia       | 10 de julio | 15:00 |
| Sport Boys          | 2 - 0 | Sport Victoria    | Miguel Grau          | 10 de julio | 15:00 |
| Sport Áncash        | 2 - 0 | Alfredo Salinas   | Rosas Pampa          | 10 de julio | 15:30 |
| Carlos A. Mannucci  | 3 - 1 | Willy Serrato     | Mansiche             | 10 de julio | 15:30 |
| Cult. Santa Rosa    | 2 - 0 | Unión Tarapoto    | Los Chankas          | 10 de julio | 15:30 |

| Alfredo Salinas     | 1 - 0 | Sport Boys         | Municipal de Espinar   | 17 de julio | 15:00 |
| Alianza Universidad | 3 - 1 | Atlético Torino    | Heraclio Tapia         | 17 de julio | 15:00 |
| Unión Tarapoto      | 3 - 1 | Sport Áncash       | Carlos Vidaurre García | 17 de julio | 15:30 |
| Academia Cantolao   | 2 - 1 | Cienciano          | Manuel Tello Dávila    | 17 de julio | 15:30 |
| Willy Serrato       | 1 - 1 | Deportivo Coopsol  | Carlos A. Olivares     | 17 de julio | 15:30 |
| Sport Loreto        | 2 - 2 | Sport Victoria     | Aliardo Soria          | 17 de julio | 15:30 |
| Unión Huaral        | 0 - 0 | Cult. Santa Rosa   | Julio Lores Colán      | 17 de julio | 15:30 |
| Los Caimanes        | 0 - 0 | Carlos A. Mannucci | Elías Aguirre          | 17 de julio | 16:00 |

| Sport Boys         | 1 - 0 | Unión Tarapoto      | Miguel Grau          | 23 de julio | 15:00 |
| Atlético Torino    | 1 - 1 | Willy Serrato       | Campeonísimo         | 24 de julio | 12:30 |
| Cienciano          | 2 - 0 | Alianza Universidad | Garcilaso de la Vega | 24 de julio | 15:00 |
| Deportivo Coopsol  | 2 - 2 | Los Caimanes        | Rómulo Shaw Cisneros | 24 de julio | 15:30 |
| Sport Áncash       | 2 - 1 | Unión Huaral        | Rosas Pampa          | 24 de julio | 15:30 |
| Cult. Santa Rosa   | 2 - 1 | Sport Loreto        | Los Chankas          | 24 de julio | 15:30 |
| Sport Victoria     | 1 - 0 | Alfredo Salinas     | José Picasso Peratta | 24 de julio | 15:30 |
| Carlos A. Mannucci | 3 - 1 | Academia Cantolao   | Mansiche             | 24 de julio | 15:30 |

| Los Caimanes        | 1 - 0 | Atlético Torino    | Elías Aguirre        | 6 de agosto | 11:00 |
| Cienciano           | 3 - 0 | Cult. Santa Rosa   | Garcilaso de la Vega | 6 de agosto | 15:00 |
| Alianza Universidad | 0 - 0 | Carlos A. Mannucci | Heraclio Tapia       | 6 de agosto | 15:00 |
| Sport Loreto        | 2 - 1 | Sport Boys         | Aliardo Soria        | 7 de agosto | 15:30 |
| Unión Huaral        | 1 - 0 | Alfredo Salinas    | Julio Lores Colán    | 7 de agosto | 15:30 |
| Academia Cantolao   | 2 - 2 | Deportivo Coopsol  | Manuel Tello Dávila  | 7 de agosto | 15:30 |
| Willy Serrato       | 2 - 0 | Sport Áncash       | Carlos A. Olivares   | 7 de agosto | 16:00 |
| Unión Tarapoto      | 0 - 3 | Sport Victoria     | -                    | -           | -     |

| Sport Boys         | 6 - 0 | Willy Serrato       | Miguel Grau          | 13 de agosto | 15:00 |
| Carlos A. Mannucci | 0 - 0 | Cienciano           | Mansiche             | 13 de agosto | 20:00 |
| Atlético Torino    | 3 - 1 | Academia Cantolao   | Campeonísimo         | 14 de agosto | 11:00 |
| Sport Victoria     | 0 - 1 | Unión Huaral        | José Picasso Peratta | 14 de agosto | 15:30 |
| Cult. Santa Rosa   | 2 - 1 | Los Caimanes        | Los Chankas          | 14 de agosto | 15:30 |
| Deportivo Coopsol  | 1 - 1 | Alianza Universidad | Rómulo Shaw Cisneros | 14 de agosto | 15:30 |
| Sport Áncash       | 1 - 0 | Sport Loreto        | Rosas Pampa          | 14 de agosto | 15:30 |
| Alfredo Salinas    | 3 - 0 | Unión Tarapoto      | -                    | -            | -     |

### Segunda rueda
| Deportivo Coopsol | 0 - 0 | Cienciano           | Rómulo Shaw Cisneros | 20 de agosto    | 15:30 |
| Cult. Santa Rosa  | 2 - 1 | Academia Cantolao   | Los Chankas          | 20 de agosto    | 15:30 |
| Atlético Torino   | 1 - 1 | Carlos A. Mannucci  | Campeonísimo         | 21 de agosto    | 12:00 |
| Alfredo Salinas   | 4 - 1 | Sport Loreto        | Municipal de Espinar | 21 de agosto    | 15:00 |
| Sport Áncash      | 2 - 3 | Alianza Universidad | Rosas Pampa          | 21 de agosto    | 15:30 |
| Sport Victoria    | 1 - 1 | Willy Serrato       | José Picasso Peratta | 21 de agosto    | 15:30 |
| Sport Boys        | 1 - 2 | Los Caimanes        | Miguel Grau          | 8 de septiembre | 20:00 |
| Unión Tarapoto    | 0 - 3 | Unión Huaral        | -                    | -               | -     |

| Los Caimanes        | 4 - 0 | Sport Victoria    | Municipal de la Juventud | 27 de agosto | 11:00 |
| Alianza Universidad | 3 - 1 | Cult. Santa Rosa  | Heraclio Tapia           | 28 de agosto | 13:00 |
| Cienciano           | 3 - 0 | Atlético Torino   | Garcilaso de la Vega     | 28 de agosto | 15:00 |
| Academia Cantolao   | 2 - 2 | Sport Áncash      | Manuel Tello Dávila      | 28 de agosto | 15:30 |
| Unión Huaral        | 0 - 1 | Sport Boys        | Julio Lores Colán        | 28 de agosto | 15:30 |
| Carlos A. Mannucci  | 2 - 1 | Deportivo Coopsol | Mansiche                 | 28 de agosto | 15:30 |
| Willy Serrato       | 2 - 1 | Alfredo Salinas   | Carlos A. Olivares       | 28 de agosto | 16:00 |
| Sport Loreto        | 3 - 0 | Unión Tarapoto    | -                        | -            | -     |

| Sport Boys       | 0 - 1 | Alianza Universidad | Miguel Grau          | 3 de septiembre | 15:00 |
| Atlético Torino  | 1 - 0 | Deportivo Coopsol   | Campeonísimo         | 4 de septiembre | 12:30 |
| Alfredo Salinas  | 5 - 0 | Los Caimanes        | Municipal de Espinar | 4 de septiembre | 15:00 |
| Cult. Santa Rosa | 1 - 0 | Carlos A. Mannucci  | Los Chankas          | 4 de septiembre | 15:30 |
| Sport Victoria   | 1 - 2 | Academia Cantolao   | José Picasso Peratta | 4 de septiembre | 15:30 |
| Unión Huaral     | 2 - 1 | Sport Loreto        | Julio Lores Colán    | 4 de septiembre | 15:30 |
| Sport Áncash     | 1 - 0 | Cienciano           | Rosas Pampa          | 4 de septiembre | 15:30 |
| Unión Tarapoto   | 0 - 3 | Willy Serrato       | -                    | -               | -     |

| Deportivo Coopsol   | 1 - 0 | Cult. Santa Rosa | Rómulo Shaw Cisneros | 10 de septiembre | 15:30 |
| Alianza Universidad | 2 - 0 | Sport Victoria   | Heraclio Tapia       | 11 de septiembre | 13:00 |
| Cienciano           | 2 - 0 | Sport Boys       | Garcilaso de la Vega | 11 de septiembre | 15:00 |
| Sport Loreto        | 2 - 1 | Atlético Torino  | Aliardo Soria        | 11 de septiembre | 15:30 |
| Carlos A. Mannucci  | 6 - 0 | Sport Áncash     | Mansiche             | 11 de septiembre | 15:30 |
| Academia Cantolao   | 4 - 1 | Alfredo Salinas  | Manuel Tello Dávila  | 11 de septiembre | 15:30 |
| Willy Serrato       | 2 - 2 | Unión Huaral     | Carlos A. Olivares   | 11 de septiembre | 16:00 |
| Los Caimanes        | 3 - 0 | Unión Tarapoto   | -                    | -                | -     |

| Cult. Santa Rosa | 4 - 4 | Atlético Torino     | Los Chankas          | 18 de septiembre | 12:00 |
| Sport Boys       | 1 - 0 | Carlos A. Mannucci  | Miguel Grau          | 18 de septiembre | 15:00 |
| Alfredo Salinas  | 3 - 0 | Alianza Universidad | Municipal de Espinar | 18 de septiembre | 15:00 |
| Sport Victoria   | 3 - 2 | Cienciano           | José Picasso Peratta | 18 de septiembre | 15:30 |
| Unión Huaral     | 1 - 2 | Los Caimanes        | Julio Lores Colán    | 18 de septiembre | 15:30 |
| Sport Loreto     | 2 - 0 | Willy Serrato       | Aliardo Soria        | 18 de septiembre | 15:30 |
| Sport Áncash     | 1 - 0 | Deportivo Coopsol   | Rosas Pampa          | 18 de septiembre | 15:45 |
| Unión Tarapoto   | 0 - 3 | Academia Cantolao   | -                    | -                | -     |

| Los Caimanes        | 0 - 0 | Sport Loreto     | Municipal de la Juventud | 24 de septiembre | 11:00 |
| Atlético Torino     | 3 - 0 | Sport Áncash     | Campeonísimo             | 25 de septiembre | 12:30 |
| Cienciano           | 2 - 1 | Alfredo Salinas  | Garcilaso de la Vega     | 25 de septiembre | 15:30 |
| Academia Cantolao   | 4 - 1 | Unión Huaral     | Manuel Tello Dávila      | 25 de septiembre | 15:30 |
| Carlos A. Mannucci  | 3 - 1 | Sport Victoria   | Mansiche                 | 25 de septiembre | 15:30 |
| Deportivo Coopsol   | 0 - 0 | Sport Boys       | Rómulo Shaw Cisneros     | 25 de septiembre | 15:30 |
| Willy Serrato       | 2 - 2 | Cult. Santa Rosa | Elías Aguirre            | 25 de septiembre | 16:00 |
| Alianza Universidad | 3 - 0 | Unión Tarapoto   | -                        | -                | -     |

| Sport Victoria  | 1 - 2 | Deportivo Coopsol   | José Picasso Peratta | 1 de octubre   | 15:30 |
| Sport Áncash    | 2 - 1 | Cult. Santa Rosa    | Rosas Pampa          | 2 de octubre   | 12:45 |
| Alfredo Salinas | 2 - 0 | Carlos A. Mannucci  | Municipal de Espinar | 2 de octubre   | 15:00 |
| Unión Huaral    | 0 - 0 | Alianza Universidad | Julio Lores Colán    | 2 de octubre   | 15:30 |
| Sport Loreto    | 2 - 1 | Academia Cantolao   | Aliardo Soria        | 2 de octubre   | 15:30 |
| Willy Serrato   | 3 - 3 | Los Caimanes        | Carlos A. Olivares   | 2 de octubre   | 16:00 |
| Sport Boys      | 1 - 0 | Atlético Torino     | Miguel Grau          | 2 de noviembre | 20:00 |
| Unión Tarapoto  | 0 - 3 | Cienciano           | -                    | -              | -     |

| Deportivo Coopsol   | 3 - 1 | Alfredo Salinas | Rómulo Shaw Cisneros | 8 de octubre | 15:30 |
| Atlético Torino     | 2 - 1 | Sport Victoria  | Campeonísimo         | 9 de octubre | 12:30 |
| Sport Áncash        | 2 - 0 | Los Caimanes    | Rosas Pampa          | 9 de octubre | 12:45 |
| Alianza Universidad | 1 - 1 | Sport Loreto    | Heraclio Tapia       | 9 de octubre | 13:00 |
| Cienciano           | 3 - 0 | Unión Huaral    | Garcilaso de la Vega | 9 de octubre | 15:30 |
| Academia Cantolao   | 2 - 0 | Willy Serrato   | Manuel Tello Dávila  | 9 de octubre | 15:30 |
| Cult. Santa Rosa    | 1 - 1 | Sport Boys      | Los Chankas          | 9 de octubre | 15:30 |
| Carlos A. Mannucci  | 3 - 0 | Unión Tarapoto  | -                    | -            | -     |

| Los Caimanes    | 0 - 1 | Academia Cantolao   | Municipal de la Juventud | 15 de octubre | 11:00 |
| Alfredo Salinas | 5 - 0 | Atlético Torino     | Municipal de Espinar     | 16 de octubre | 15:00 |
| Sport Boys      | 1 - 1 | Sport Áncash        | Miguel Grau              | 16 de octubre | 15:00 |
| Sport Loreto    | 1 - 1 | Cienciano           | Aliardo Soria            | 16 de octubre | 15:30 |
| Unión Huaral    | 4 - 1 | Carlos A. Mannucci  | Julio Lores Colán        | 16 de octubre | 15:30 |
| Sport Victoria  | 1 - 1 | Cult. Santa Rosa    | José Picasso Peratta     | 16 de octubre | 15:30 |
| Willy Serrato   | 1 - 0 | Alianza Universidad | Carlos A. Olivares       | 16 de octubre | 16:00 |
| Unión Tarapoto  | 0 - 3 | Deportivo Coopsol   | -                        | -             | -     |

| Deportivo Coopsol   | 3 - 2 | Unión Huaral      | Rómulo Shaw Cisneros | 22 de octubre | 15:30 |
| Cult. Santa Rosa    | 0 - 0 | Alfredo Salinas   | Los Chankas          | 22 de octubre | 15:30 |
| Sport Áncash        | 6 - 1 | Sport Victoria    | Rosas Pampa          | 23 de octubre | 12:45 |
| Alianza Universidad | 3 - 0 | Los Caimanes      | Heraclio Tapia       | 23 de octubre | 13:00 |
| Sport Boys          | 2 - 3 | Academia Cantolao | Miguel Grau          | 23 de octubre | 15:00 |
| Cienciano           | 4 - 0 | Willy Serrato     | Garcilaso de la Vega | 23 de octubre | 15:30 |
| Carlos A. Mannucci  | 3 - 3 | Sport Loreto      | Mansiche             | 23 de octubre | 15:30 |
| Atlético Torino     | 3 - 0 | Unión Tarapoto    | -                    | -             | -     |

| Los Caimanes      | 1 - 0 | Cienciano           | Francisco Mendoza Pizarro | 30 de octubre | 13:00 |
| Alfredo Salinas   | 2 - 4 | Sport Áncash        | Municipal de Espinar      | 30 de octubre | 15:00 |
| Sport Loreto      | 0 - 1 | Deportivo Coopsol   | Aliardo Soria             | 30 de octubre | 15:30 |
| Unión Huaral      | 1 - 1 | Atlético Torino     | Julio Lores Colán         | 30 de octubre | 15:30 |
| Academia Cantolao | 0 - 0 | Alianza Universidad | Manuel Tello Dávila       | 30 de octubre | 15:30 |
| Sport Victoria    | 2 - 1 | Sport Boys          | José Picasso Peratta      | 30 de octubre | 15:40 |
| Willy Serrato     | 1 - 1 | Carlos A. Mannucci  | Carlos A. Olivares        | 30 de octubre | 16:00 |
| Unión Tarapoto    | 0 - 3 | Cult. Santa Rosa    | -                         | -             | -     |

| Deportivo Coopsol  | 3 - 2 | Willy Serrato       | Rómulo Shaw Cisneros | 5 de noviembre | 15:30 |
| Cult. Santa Rosa   | 3 - 0 | Unión Huaral        | Los Chankas          | 5 de noviembre | 15:30 |
| Atlético Torino    | 0 - 0 | Alianza Universidad | Campeonísimo         | 6 de noviembre | 12:30 |
| Sport Boys         | 3 - 0 | Alfredo Salinas     | Miguel Grau          | 6 de noviembre | 15:00 |
| Cienciano          | 0 - 1 | Academia Cantolao   | Garcilaso de la Vega | 6 de noviembre | 15:00 |
| Carlos A. Mannucci | 2 - 1 | Los Caimanes        | Mansiche             | 6 de noviembre | 15:30 |
| Sport Victoria     | 2 - 1 | Sport Loreto        | José Picasso Peratta | 6 de noviembre | 15:45 |
| Sport Áncash       | 3 - 0 | Unión Tarapoto      | -                    | -              | -     |

| Los Caimanes        | 0 - 1 | Deportivo Coopsol  | Francisco Mendoza Pizarro | 12 de noviembre | 13:00 |
| Alianza Universidad | 0 - 0 | Cienciano          | Heraclio Tapia            | 13 de noviembre | 13:00 |
| Alfredo Salinas     | 7 - 1 | Sport Victoria     | Municipal de Espinar      | 13 de noviembre | 15:00 |
| Unión Huaral        | 1 - 2 | Sport Áncash       | Julio Lores Colán         | 13 de noviembre | 15:30 |
| Academia Cantolao   | 0 - 0 | Carlos A. Mannucci | Miguel Grau               | 13 de noviembre | 15:30 |
| Sport Loreto        | 0 - 1 | Cult. Santa Rosa   | Aliardo Soria             | 13 de noviembre | 15:30 |
| Willy Serrato       | 4 - 1 | Atlético Torino    | Carlos A. Olivares        | 13 de noviembre | 15:30 |
| Unión Tarapoto      | 0 - 3 | Sport Boys         | -                         | -               | -     |

| Carlos A. Mannucci | 2 - 0 | Alianza Universidad | Mansiche             | 20 de noviembre | 15:00 |
| Alfredo Salinas    | 8 - 1 | Unión Huaral        | Municipal de Espinar | 20 de noviembre | 15:00 |
| Deportivo Coopsol  | 1 - 2 | Academia Cantolao   | Rómulo Shaw Cisneros | 20 de noviembre | 15:00 |
| Cult. Santa Rosa   | 3 - 4 | Cienciano           | Los Chankas          | 20 de noviembre | 15:00 |
| Sport Áncash       | 4 - 0 | Willy Serrato       | Rosas Pampa          | 20 de noviembre | 15:00 |
| Atlético Torino    | 1 - 1 | Los Caimanes        | Campeonísimo         | 20 de noviembre | 15:00 |
| Sport Boys         | 1 - 0 | Sport Loreto        | Miguel Grau          | 21 de noviembre | 20:00 |
| Sport Victoria     | 3 - 0 | Unión Tarapoto      | -                    | -               | -     |

| Los Caimanes        | 1 - 2 | Cult. Santa Rosa   | Elías Aguirre        | 25 de noviembre | 15:30 |
| Alianza Universidad | 0 - 1 | Deportivo Coopsol  | Heraclio Tapia       | 27 de noviembre | 13:00 |
| Cienciano           | 2 - 1 | Carlos A. Mannucci | Garcilaso de la Vega | 27 de noviembre | 15:00 |
| Unión Huaral        | 2 - 1 | Sport Victoria     | Julio Lores Colán    | 27 de noviembre | 15:00 |
| Academia Cantolao   | 1 - 0 | Atlético Torino    | Miguel Grau          | 27 de noviembre | 15:00 |
| Sport Loreto        | 2 - 3 | Sport Áncash       | Aliardo Soria        | 27 de noviembre | 15:00 |
| Willy Serrato       | 0 - 1 | Sport Boys         | Carlos A. Olivares   | 27 de noviembre | 15:00 |
| Unión Tarapoto      | 0 - 3 | Alfredo Salinas    | -                    | -               | -     |

## Definición del campeón
| 11 de diciembre de 2016, 15:00 | Academia Cantolao                  | 2:0 (2:0) | Sport Áncash | Estadio Alejandro Villanueva, Lima                      |                                                         |
| | Collazos 3' · Manzaneda 30' (pen.) | Reporte   |              | Asistencia: 9 902 espectadores Árbitro(s): Joel Alarcón | Asistencia: 9 902 espectadores Árbitro(s): Joel Alarcón |
| Tiempo después de disputado el encuentro, Sport Áncash presentó ante la CJ-ADFP-SD un reclamo referido a las supuestas alineaciones irregulares de Jeferson Collazos y Leandro Martín por parte de Cantolao. La respuesta llegó el 23 de diciembre, dando la razón en parte a los huaracinos. Cantolao apeló la resolución ante la CJ-FPF. Finalmente, el 3 de enero de 2017 la comisión determinó declarar infundados los reclamos de ambos conjuntos y el resultado quedó tal cual. |                                    |           |              |                                                         |                                                         |

|                           |
| Campeón Academia Cantolao |
| 1.º título                |

## Goleadores
Simbología:

| Jugador                                       | Equipo             | Goles anotados |
| --------------------------------------------- | ------------------ | -------------- |
| Ramón Rodríguez                               | Cienciano          | 14             |
| Marcelo Pappano                               | Carlos A. Mannucci | 12             |
| Miguel Vinces                                 | Alfredo Salinas    | 12             |
| César Zambrano                                | Alfredo Salinas    | 12             |
| Fernando Oliveira                             | Carlos A. Mannucci | 11             |
| Ryan Salazar                                  | Sport Boys         | 10             |
| Josías Cardozo                                | Los Caimanes       | 10             |
| José Manzaneda                                | Academia Cantolao  | 10             |
| Última actualización: 15 de diciembre de 2016 |                    |                |

## Premiación
| Jugador          | Equipo            | Categoría                |
| ---------------- | ----------------- | ------------------------ |
| Diego Morales    | Cienciano         | Mejor portero            |
| José Manzaneda   | Academia Cantolao | Mejor jugador del torneo |
| Sandro Rengifo   | Sport Áncash      | Jugador revelación       |
| Ramón Rodríguez  | Cienciano         | Máximo goleador          |
| Carlos Silvestri | Academia Cantolao | Mejor entrenador         |
| Héctor Campos    | Willy Serrato     | Mejor gol                |

## Estadísticas

### Once ideal
Este es el 11 ideal escogido por la ADFP-SD:
| Once ideal Segunda División 2016 | Once ideal Segunda División 2016 | Once ideal Segunda División 2016 | Once ideal Segunda División 2016 | Once ideal Segunda División 2016 | Once ideal Segunda División 2016 | Once ideal Segunda División 2016 | Once ideal Segunda División 2016 | Once ideal Segunda División 2016 | Once ideal Segunda División 2016 | Once ideal Segunda División 2016 | Once ideal Segunda División 2016 |
| -------------------------------- | -------------------------------- | -------------------------------- | -------------------------------- | -------------------------------- | -------------------------------- | -------------------------------- | -------------------------------- | -------------------------------- | -------------------------------- | -------------------------------- | -------------------------------- |

| #               | Pos.           | Nac.                 | Jugador           | Equipo              |
| --------------- | -------------- | -------------------- | ----------------- | ------------------- |
| 23              | Guardameta     | Bandera de Argentina | Diego Morales     | Cienciano           |
| 28              | Defensa        | Bandera de Perú      | Hugo Ángeles      | Alianza Universidad |
| 2               | Defensa        | Bandera de Perú      | Jorge Araujo      | Academia Cantolao   |
| 13              | Defensa        | Bandera de Perú      | Emilio Gutiérrez  | Sport Áncash        |
| 4               | Defensa        | Bandera de Perú      | Miguel Vinces     | Alfredo Salinas     |
| 20              | Centrocampista | Bandera de Perú      | Christian Guevara | Cultural Santa Rosa |
| 6               | Centrocampista | Bandera de Perú      | Rudy Palomino     | Cienciano           |
| 7               | Centrocampista | Bandera de Perú      | José Manzaneda    | Academia Cantolao   |
| 11              | Centrocampista | Bandera de Argentina | Marcelo Pappano   | Carlos A. Mannucci  |
| 18              | Delantero      | Bandera de Brasil    | Fernando Oliveira | Carlos A. Mannucci  |
| 11              | Delantero      | Bandera de Perú      | Ramón Rodríguez   | Cienciano           |
| Entrenador      | Entrenador     | Bandera de Perú      | Carlos Silvestri  | Academia Cantolao   |
| Fuente: ADFP-SD |                |                      |                   |                     |

## Asistencia

### Diez partidos con mayor asistencia
| Fecha | Estadio              | Ciudad   | Local              | Visitante           | Público |
| ----- | -------------------- | -------- | ------------------ | ------------------- | ------- |
| 30º   | Garcilaso de la Vega | Cusco    | Cienciano          | Carlos A. Mannucci  | 30 280  |
| 27º   | Garcilaso de la Vega | Cusco    | Cienciano          | Academia Cantolao   | 27 000  |
| 25º   | Garcilaso de la Vega | Cusco    | Cienciano          | Willy Serrato       | 14 650  |
| 23º   | Garcilaso de la Vega | Cusco    | Cienciano          | Unión Huaral        | 13 302  |
| 15º   | Mansiche             | Trujillo | Carlos A. Mannucci | Cienciano           | 10 512  |
| 1°    | Garcilaso de la Vega | Cusco    | Cienciano          | Deportivo Coopsol   | 10 247  |
| Final | Alejandro Villanueva | Lima     | Sport Áncash       | Academia Cantolao   | 9 902   |
| 29º   | Mansiche             | Trujillo | Carlos A. Mannucci | Alianza Universidad | 9 897   |
| 24°   | Aliardo Soria        | Pucallpa | Sport Loreto       | Cienciano           | 9 503   |
| 29°   | Rosas Pampa          | Huaraz   | Sport Áncash       | Willy Serrato       | 9 094   |

Fuente: ADFP-SD Archivado el 10 de octubre de 2016 en Wayback Machine.